# Уильямс-Дарлинг, Тоник
Тони́к Уи́льямс-Да́рлинг (англ. Tonique Williams-Darling ; род. 17 января 1976, Нассау) — багамская спортсменка, легкоатлетка, специалист в беге на 400 метров. Первая багамская олимпийская чемпионка в индивидуальных соревнованиях, чемпионка мира.
Крупные спортивные успехи пришли к Тоник Уильямс в 2004 году. Она начала сезон с бронзовой медали на 400-метровке на зимнем чемпионате мира в Будапеште, показав личный рекорд и уступив двум российским бегуньям — Наталье Назаровой и Олесе Красномовец. В июле этого года она победила на этапе Золотой лиги ИААФ знаменитую мексиканскую бегунью Ану Гевара. И, наконец, осенью 2004 года на Олимпийских играх в Афинах она в упорной борьбе завоевала олимпийское золото, опередив Ану Гевара и россиянку Наталью Антюх. Тоник Уильямс стала первым багамским спортсменом, победившим на Олимпиаде в индивидуальном старте, до этого единственная золотая медаль Багамских островов была завоёвана женским эстафетным квартетом 4×100 м на Играх 2000 года в Сиднее.
По итогам 2004 года Тоник Уильямс стала победителем Золотой лиги ИААФ, разделив в итоге джек-пот на сумму 1 миллион долларов со шведским прыгуном тройным Кристианом Олссоном. В следующем, 2005 году, Уильямс одержала победу на мировом первенстве в Хельсинки. В 2006 году она стала второй на Играх Содружества. 2007 год она пропустила из-за травмы, но после выздоровления на беговую дорожку не вернулась.
Имеет степень бакалавра, окончила Университет Южной Каролины. Замужем за багамским легкоатлетом Деннисом Дарлингом. В честь спортсменки названо шоссе в Нассау (Tonique Williams-Darling Highway).